# Đại học Arizona
Đại học Arizona (tiếng Anh: University of Arizona, được gọi tắt là U of A, UA, hay Arizona) là viện đại học công lập được cấp đất nằm tại thành phố Tucson, tiểu bang Arizona, Hoa Kỳ. Viện đại học này được thành lập vào năm 1885 và là viện đại học lâu đời nhất của bang Arizona. Đại học Arizona là một trong ba viên đại học tiểu bang được quản lý bởi Hội đồng quản trị Arizona. Vào năm 2023, trường đại học này có 53.187 sinh viên theo học với 19 khoa ngành khác nhau, bao gồm hai trường thành viên Cao đẳng Dược (tại Tucson và Phoenix) và Cao đẳng Luật James E. Rogers.
Đại học Arizona được xếp vào nhóm "R1: Các trường đại học tiến sĩ – Hoạt động nghiên cứu rất cao" theo Hệ thống phân loại Carnegie. Trường cũng là thành viên của Hiệp hội Viện Đại học Hoa Kỳ. Các đội thể thao sinh viên của trường sử dụng tên gọi Arizona Wildcats (tạm dịch: Những chú mèo rừng Arizona) thi đấu tại Liên đoàn Pac-12 của NCAA với đồng phục màu đỏ thẫm và xanh hải quân. Đại học Arizona từng giành được nhiều danh hiệu vô địch quốc gia trong các môn thể thao như bóng rổ, bóng chày và bòng mềm.

## Lịch sử
Sau khi Đạo luật Morrill năm 1862 được thông qua, nỗ lực thành lập một ngôi trường đại học tại lãnh thổ Arizona ngày càng tăng. Quốc hội thứ mười ba của Lãnh thổ Arizona đã phê chuẩn thành lập Đại học Arizona vào năm 1885 và chọn thành phố Tucson để nhận ngân sách để xây dựng trường đại học. Việc xây dựng tòa nhà Old Main, tòa nhà đầu tiên trong khuôn viên trường, bắt đầu vào ngày 27 tháng 10 năm 1887, và các khóa đào tạo đầu tiên khai giảng vào năm 1891 với 32 sinh viên ở Old Main. Vào thời điếm đó, vùng lãnh thổ Arizona không có trường trung học nào nên viện đại học Arizona duy trì các lớp dự bị trong 23 năm đầu hoạt động.

## Đào tạo
Đại học Arizona có các chương trình đào tạo cấp bằng cử nhân, thạc sĩ, tiến sĩ và các loại bằng chuyên khoa khác.
Năm 2023, Trung tâm Xếp hạng Đại học Thế giới (Center for World University Rankings) đã xếp hạng Đại học Arizona ở vị trí thứ 95 trên thế giới và thứ 48 ở Hoa Kỳ. US News & World Report xếp Đại học Arizona ở vị trí thứ 58 trong các trường đại học công lập của Mỹ, ngang hàng với Đại học Utah và Trường Cao đẳng Khoa học Môi trường và Lâm nghiệp Đại học Tiểu bang New York.
Đại học Arizona được xếp vào nhóm "R1: Các trường đại học tiến sĩ – Hoạt động nghiên cứu rất cao" theo Hệ thống phân loại Carnegie. Đại học Arizona đặt mục tiêu đạt 1 tỷ đô la Mỹ cho hoạt động nghiên cứu hàng năm. Đại học này đã đạt được 954 triệu đô la trong năm tài chính 2023, đưa trường vào top 4% các trường đại học công lập hàng đầu trên toàn quốc.
Sinh viên của Đại học Arizona đến từ tất cả các tiểu bang của Hoa Kỳ. Trong đó, gần 69% sinh viên đến từ Arizona, gần 11% đến từ California và 8% là sinh viên quốc tế.
|                       | 2023   | 2022   | 2021   | 2020   | 2019   | 2018   | 2017      | 2016      | 2015      | 2014      | 2013     |
| --------------------- | ------ | ------ | ------ | ------ | ------ | ------ | --------- | --------- | --------- | --------- | -------- |
| Hồ sơ đăng ký         | 56,466 | 52,103 | 48,202 | 43,540 | 40,854 | 39,941 | 36,166    | 35,236    | 32,723    | 26,481    | 26,329   |
| Hồ sơ được chấp thuận | 48,369 | 45,195 | 41,996 | 37,064 | 34,557 | 33,714 | 28,433    | 26,961    | 24,417    | 20,546    | 20,251   |
| Phần trăm được nhận   | 85.7   | 86.7   | 85.4   | 85.1   | 84.6   | 84.4   | 78.6      | 76.5      | 74.6      | 77.5      | 76.9     |
| Số sinh viên nhập học | 9,207  | 9,221  | 8,622  | 7,449  | 7,740  | 7,795  | 7,360     | 7,753     | 7,466     | 7,744     | 6,881    |
| Điểm trung bình       | 3.58   | 3.66   | 3.61   |        |        |        | 3.43      | 3.48      | 3.38      | 3.37      | 3.40     |
| Điểm SAT trung bình   | 1265   | 1265   | 1275   |        |        |        | 1015–1250 | 1010–1230 | 1010–1230 | 1000–1230 | 990–1220 |

## Khuôn viên

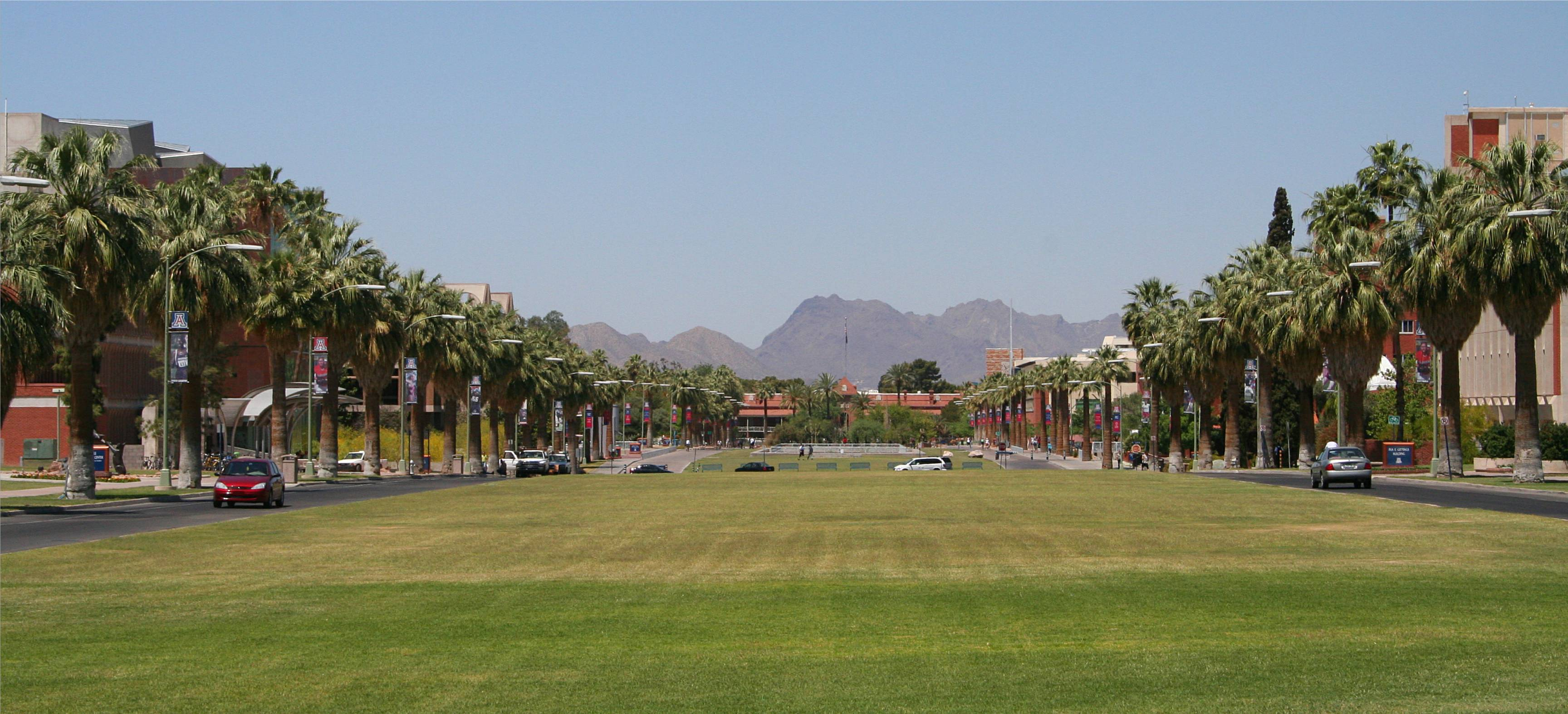
Thảm cỏ The Mall chính giữa khuôn viên Đại học Arizona

Khuôn viên chính của Đại học Arizona gồm 179 tòa nhà nằm trên diện tích 380 mẫu Anh (1,5 km2) ở Tucson, cách trung tâm thành phố khoảng một dặm (1,6 km) về phía đông bắc. Khuôn viên trường được chia thành bốn phần. Các mặt phía bắc và phía nam của khuôn viên trường được phân định bởi một công viên rộng gọi là The Mall, trải dài từ tòa nhà Old Main về phía đông đến hết phía đông tại Đại lộ Campbell. Phía tây và phía đông của khuôn viên trường được ngăn cách gần bằng Đại lộ Highland và Trung tâm Student Union Memorial.
Các tòa nhà giảng dạy môn khoa học và toán học có tập trung ở góc phía Tây Nam; cơ sở thể dục thể thao nằm về phía Đông Nam của khuôn viên trường. Ở góc Tây Bắc đặt các tòa nhà các môn nghệ thuật và khoa học nhân văn, bên cạnh là các tòa nhà kỹ thuật ở khu vực trung tâm nửa phía bắc. Các tòa nhà khoa học quang học và không gian được tập trung ở phía đông của khuôn viên gần các sân vận động thể thao và thư viện chính.
Đại lộ Speedway, một trong những tuyến đường huyết mạch của Tucson, được xác định là ranh giới phía bắc của khuôn viên trường tuy nhiên kể từ những năm 1980, một số công trình đã được xây dựng ở phần phía bắc của con phố này, mở rộng khuôn viên ra khỏi con đường này. Đại học Arizona đã mua một số khu chung cư ở khu vực này để làm nhà ở, ký túc xá cho sinh viên trong những năm gần đây. Phần phía nam của khuôn viên trường được giới hạn bởi đường số 6.

## Tổ chức quản lý
Đại học Arizona, cùng với Đại học Tiểu bang Arizona và Đại học Bắc Arizona, được quản lý bởi Hội đồng Quản trị Arizona (Arizona Board of Regents), một hội đồng gồm 12 thành viên. Tám thành viên được Thống đốc Arizona bổ nhiệm với nhiệm kỳ tám năm xen kẽ; hai thành viên khác là sinh viên hoạt động trong hội đồng với thời hạn hai năm, với năm đầu tiên là năm học việc không bỏ phiếu. Thống đốc tiểu bang và Giám sát Công huấn (Superintendent of Public Instruction) là hai thành viên còn lại trong hội đồng này.

## Cựu sinh viên và giảng viên đáng chú ý

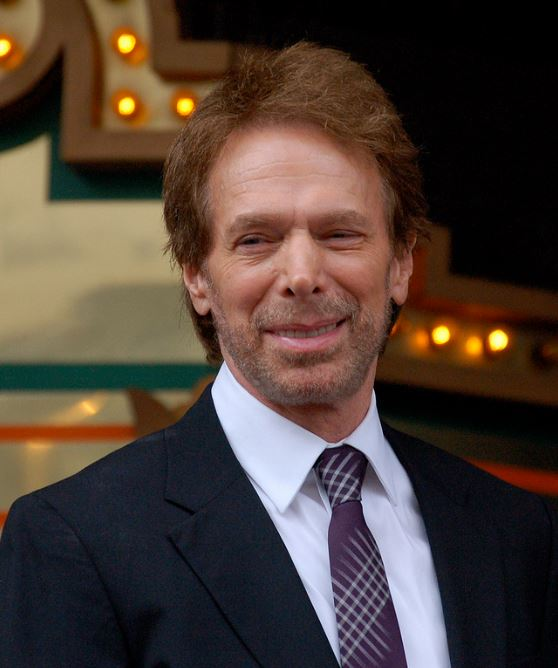
Jerry Bruckheimer, nhà sản xuất phim và chương trình truyền hình
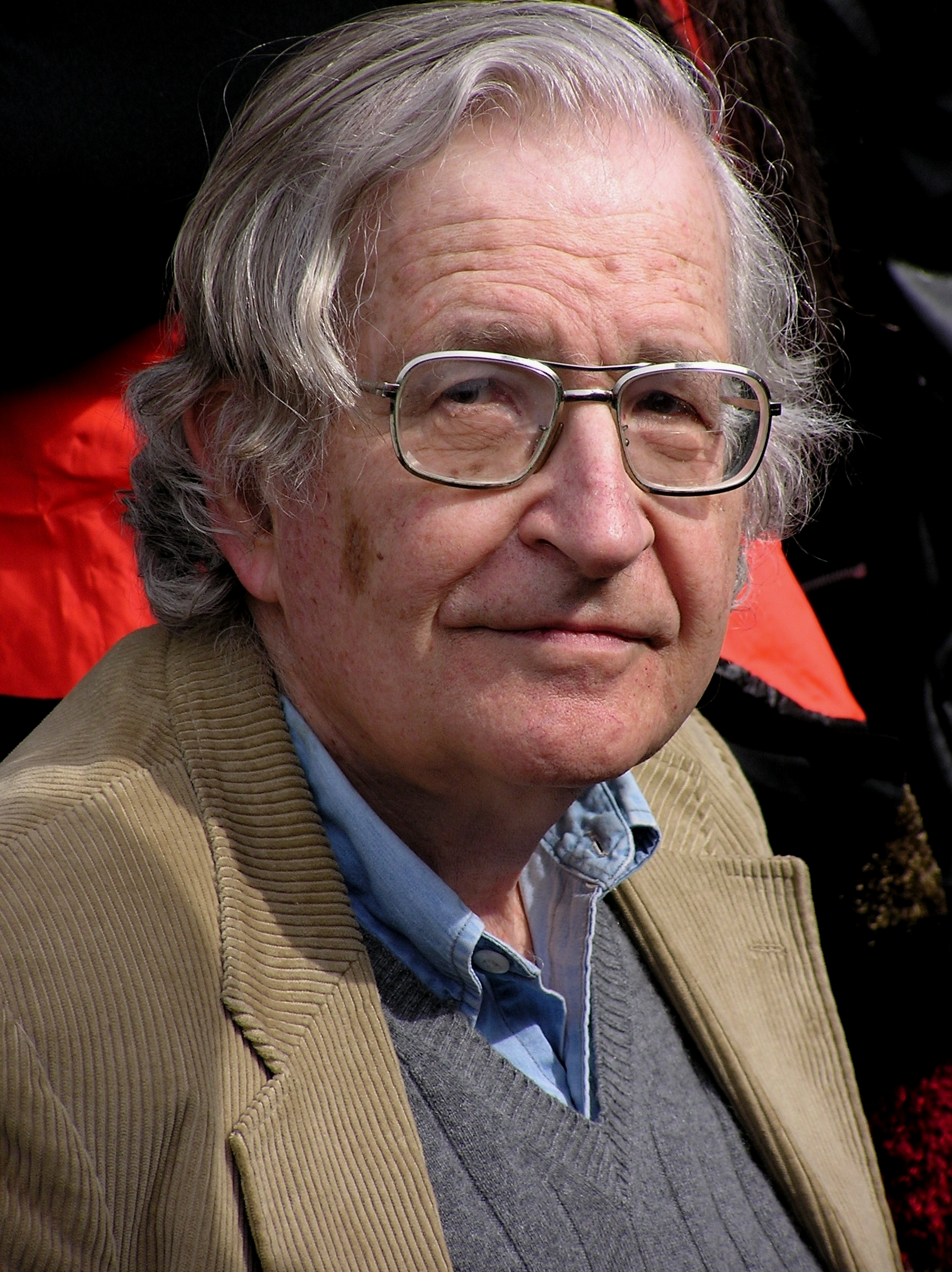
Noam Chomsky, nhà ngôn ngữ học và nhà hoạt động
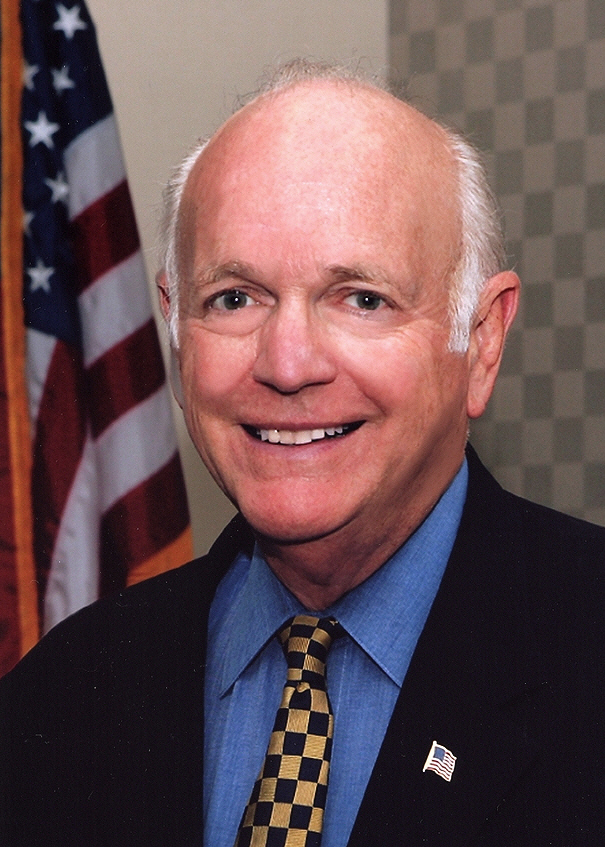
Dennis DeConcini, cựu thượng nghị sĩ bang Arizona
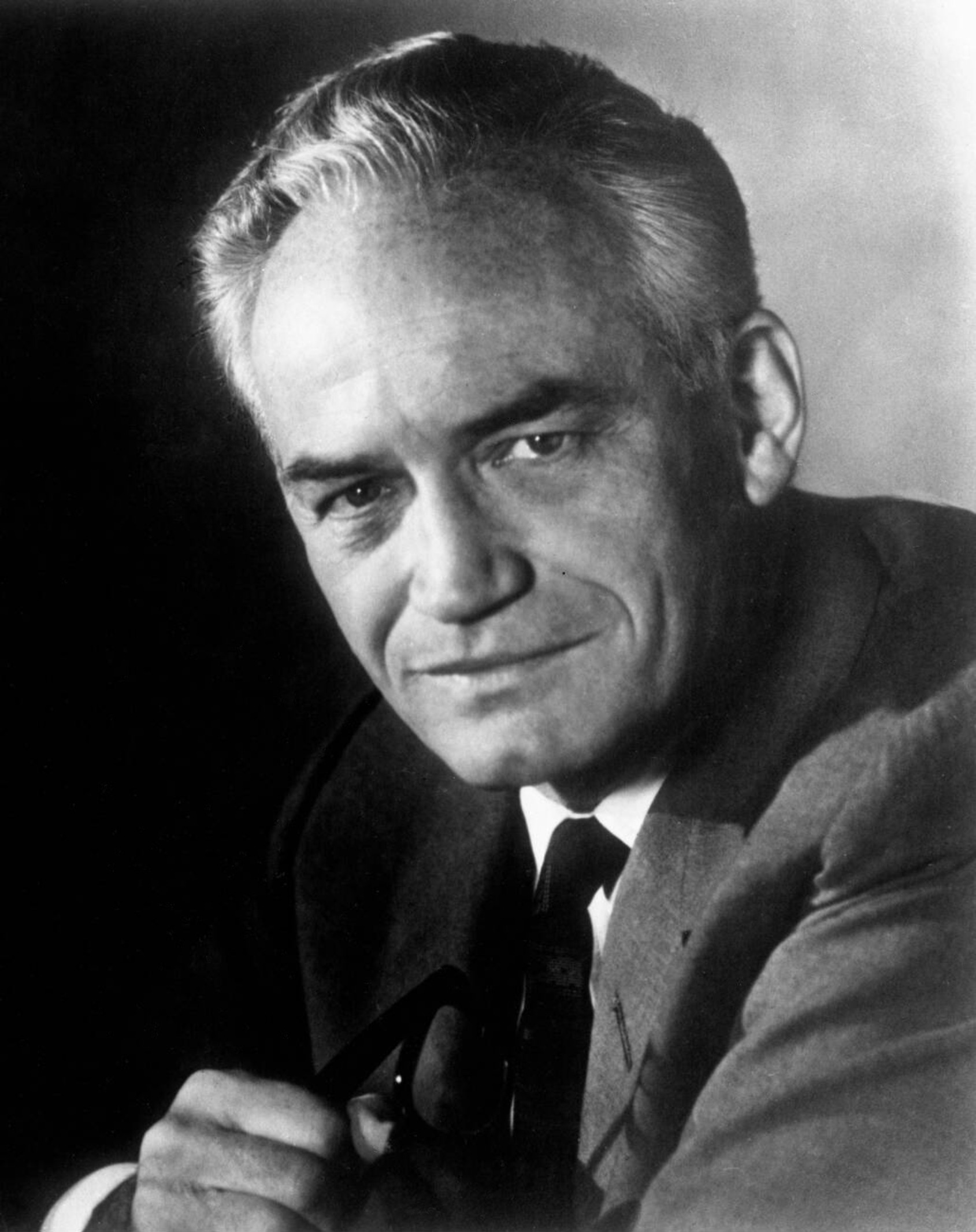
Barry Goldwater, cựu thượng nghị sĩ của Arizona
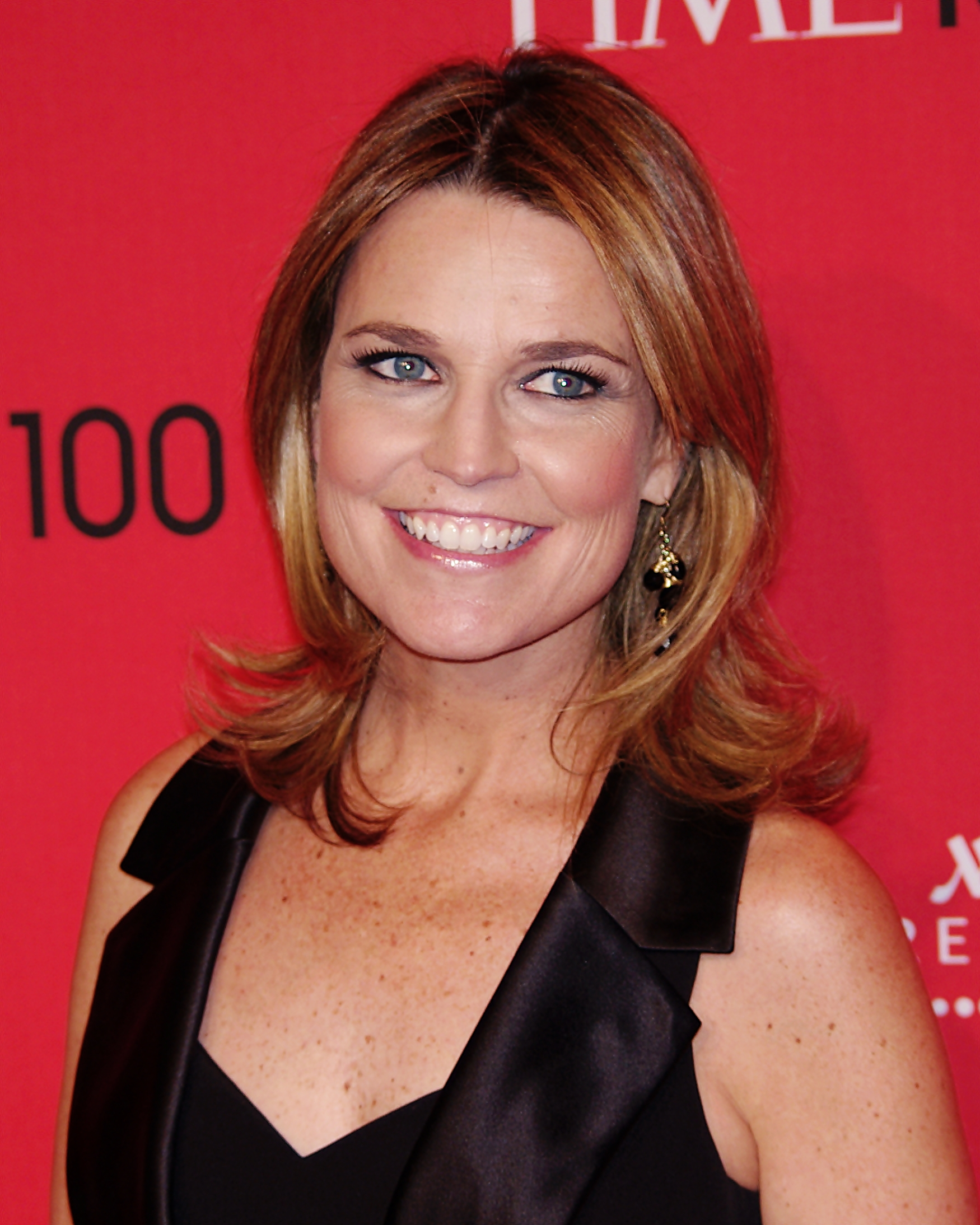
Savannah Guthrie, nhà báo và đồng biên tập của tờ Today
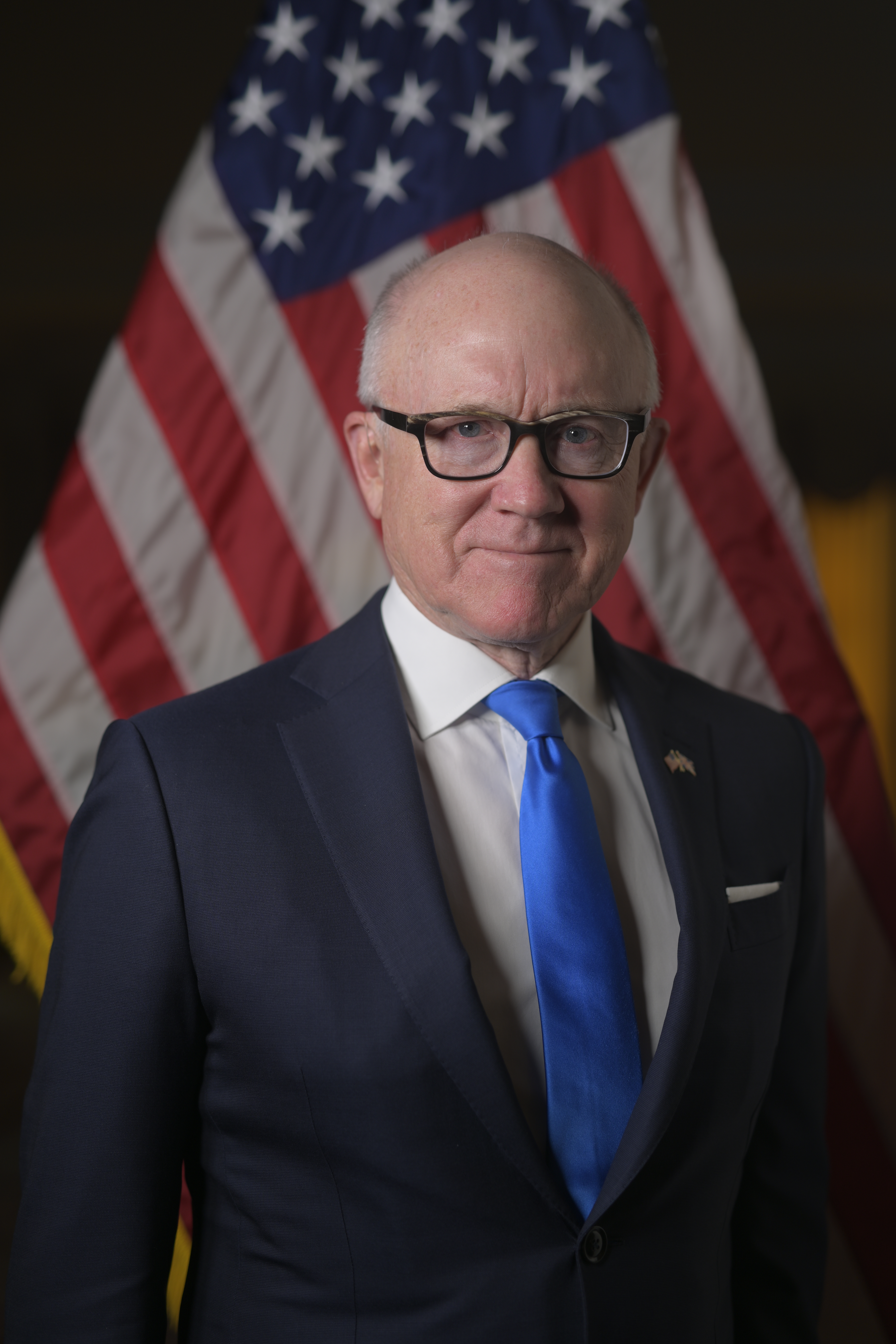
Woody Johnson, doanh nhân, cựu đại sứ Hoa Kỳ tại Anh
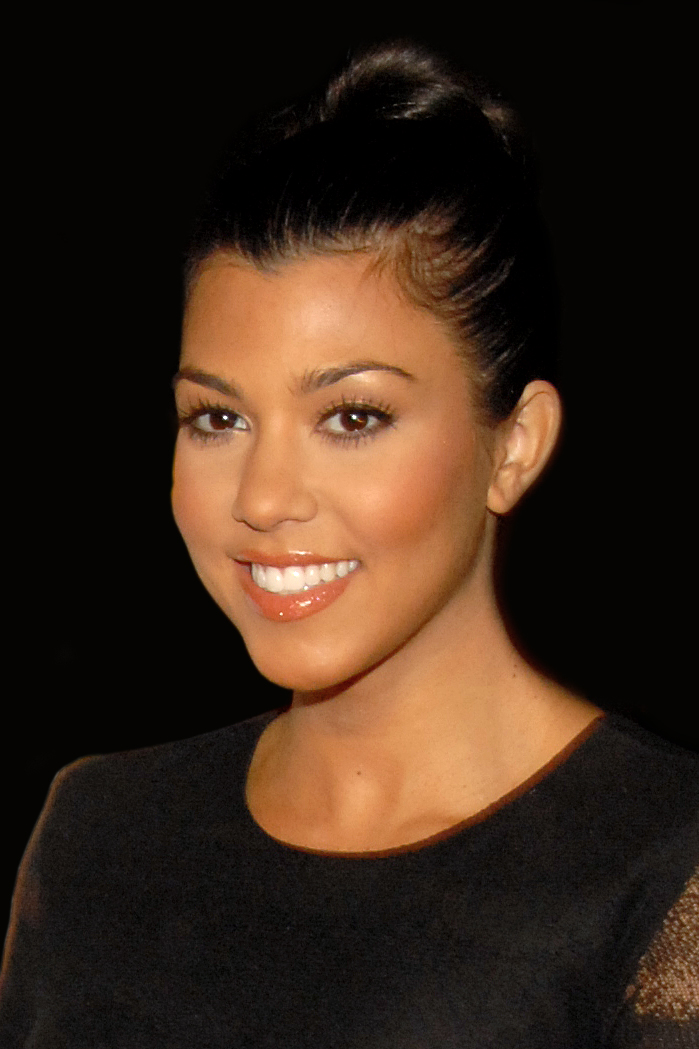
Kourtney Kardashian, ngôi sao truyền hình
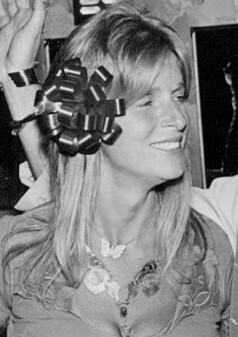
Linda McCartney, nhiếp ảnh gia, nhạc sĩ và là vợ của Paul McCartney
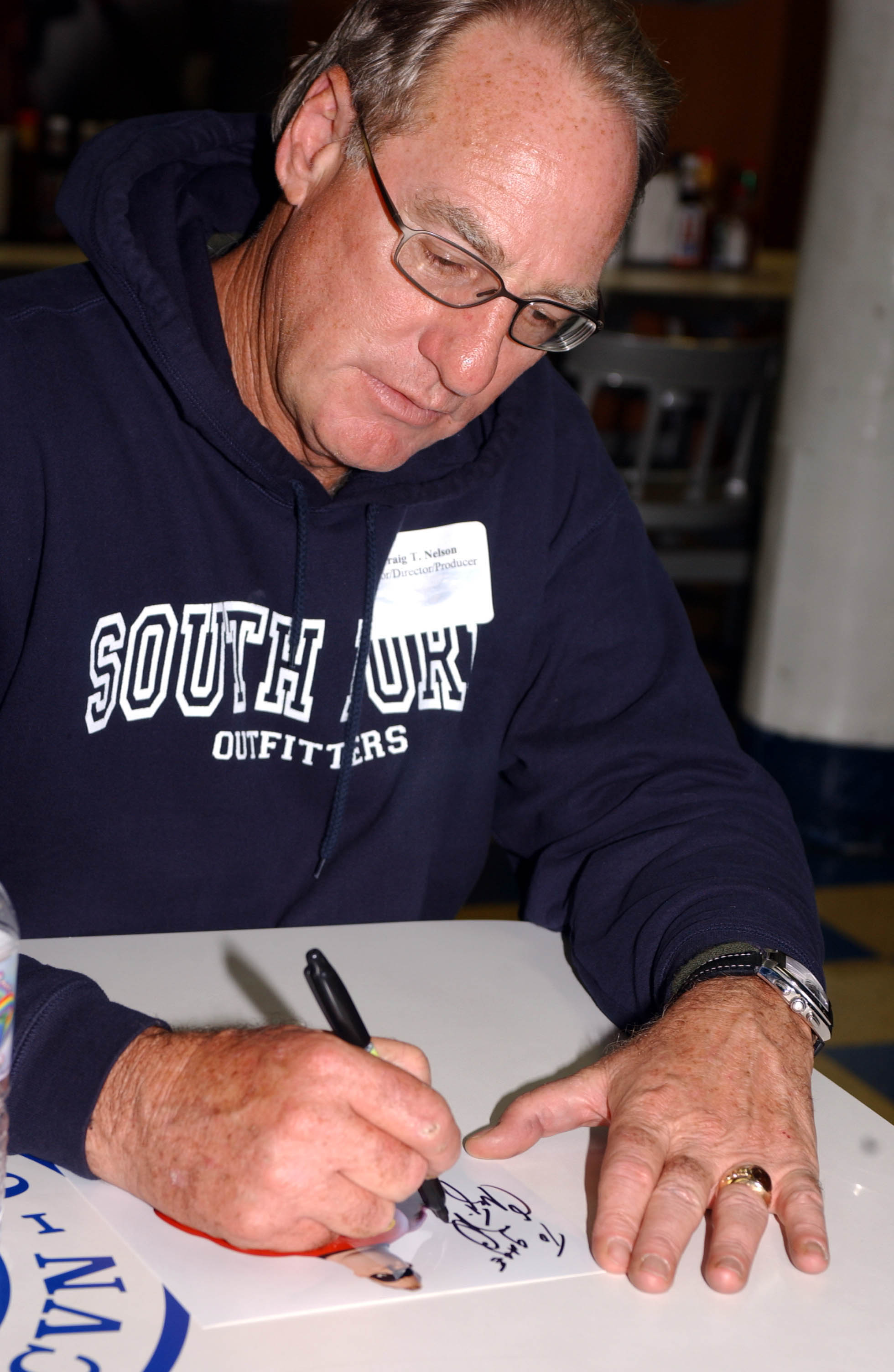
Craig T. Nelson, diễn viên đạt giải Emmy
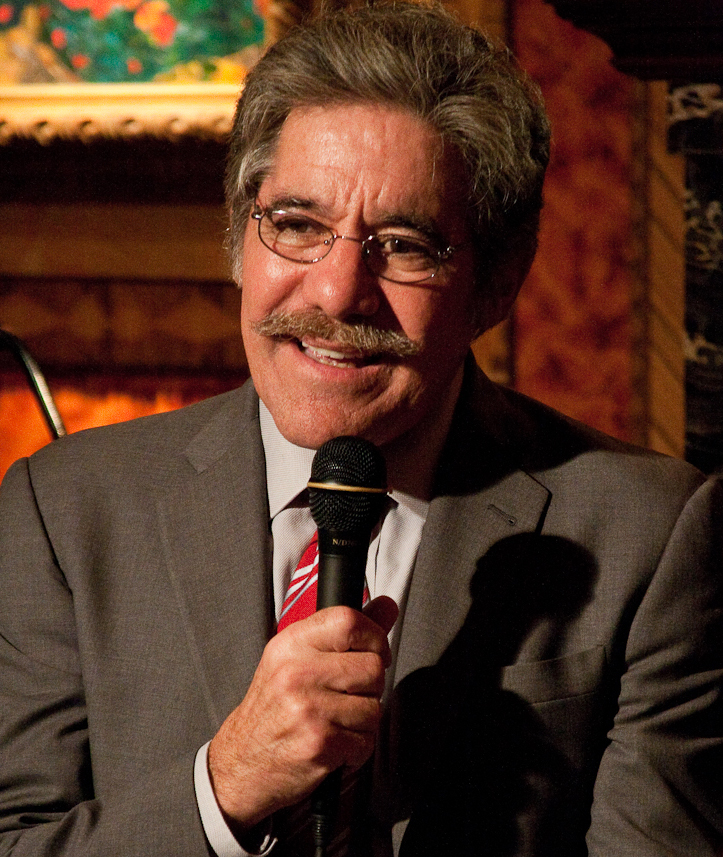
Geraldo Rivera, phóng viên, người dẫn chương trình
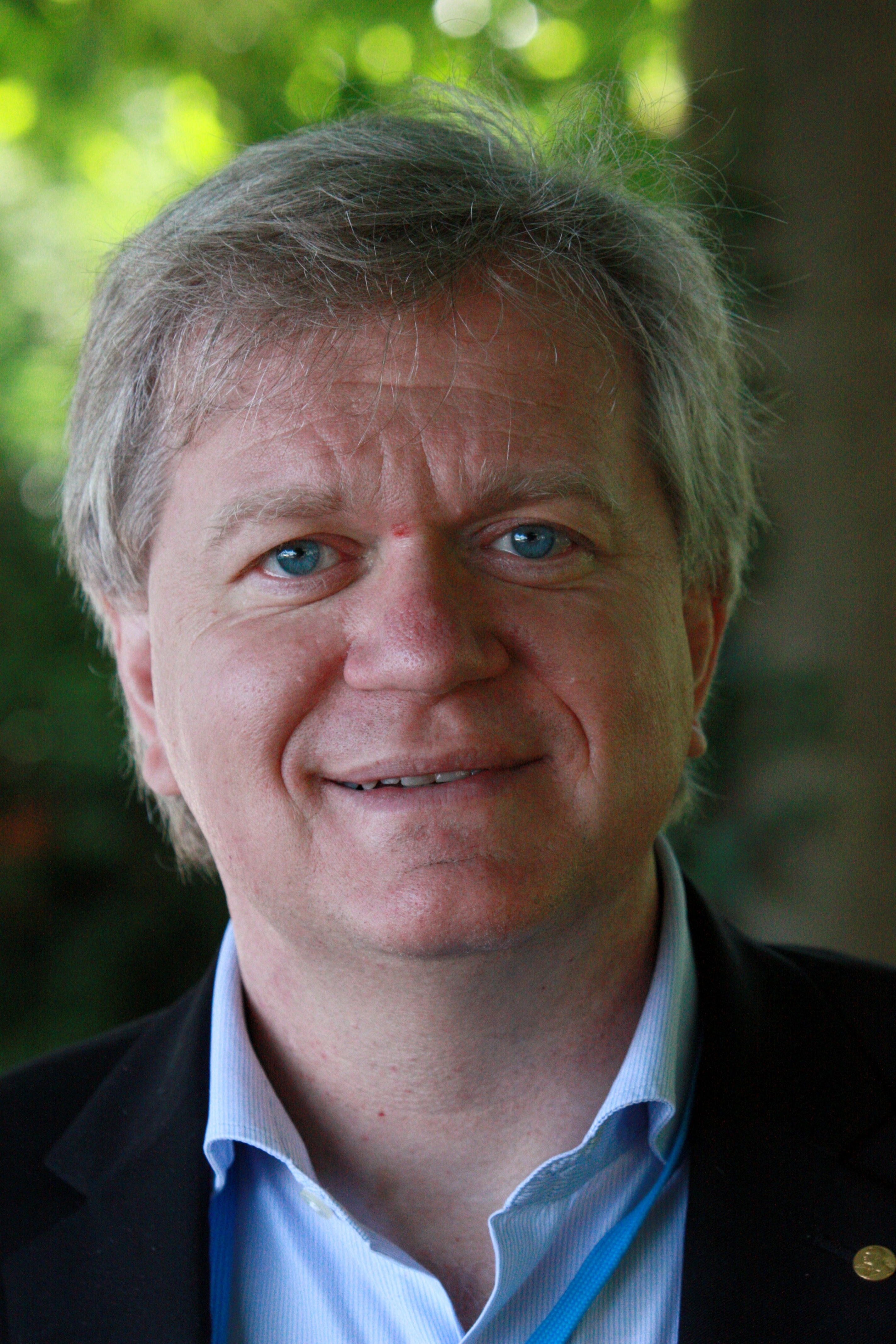
Brian Schmidt, đạt giải Nobel Vật lý, phó hiệu trưởng Đại học Quốc gia Úc
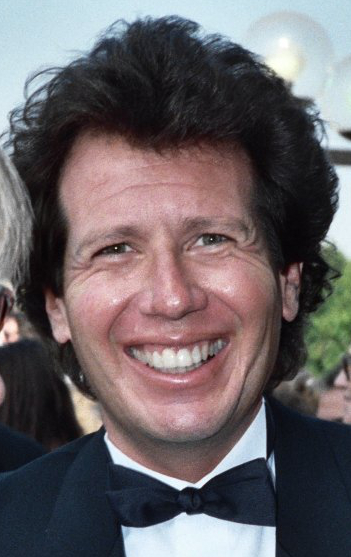
Garry Shandling, diễn viên hài, nhà sản xuất phim
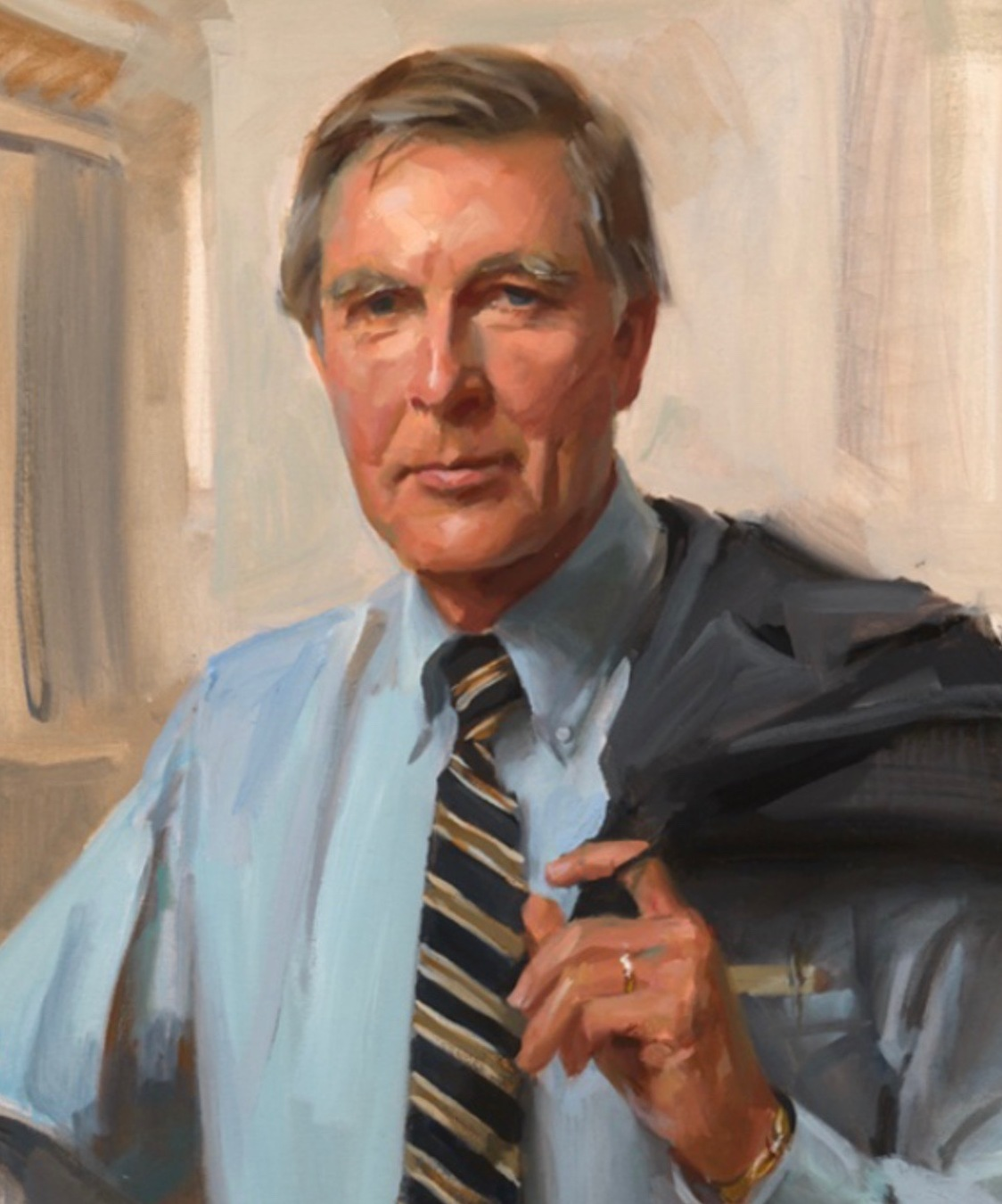
Morris K. Udall, cựu dân biểu Hoa Kỳ
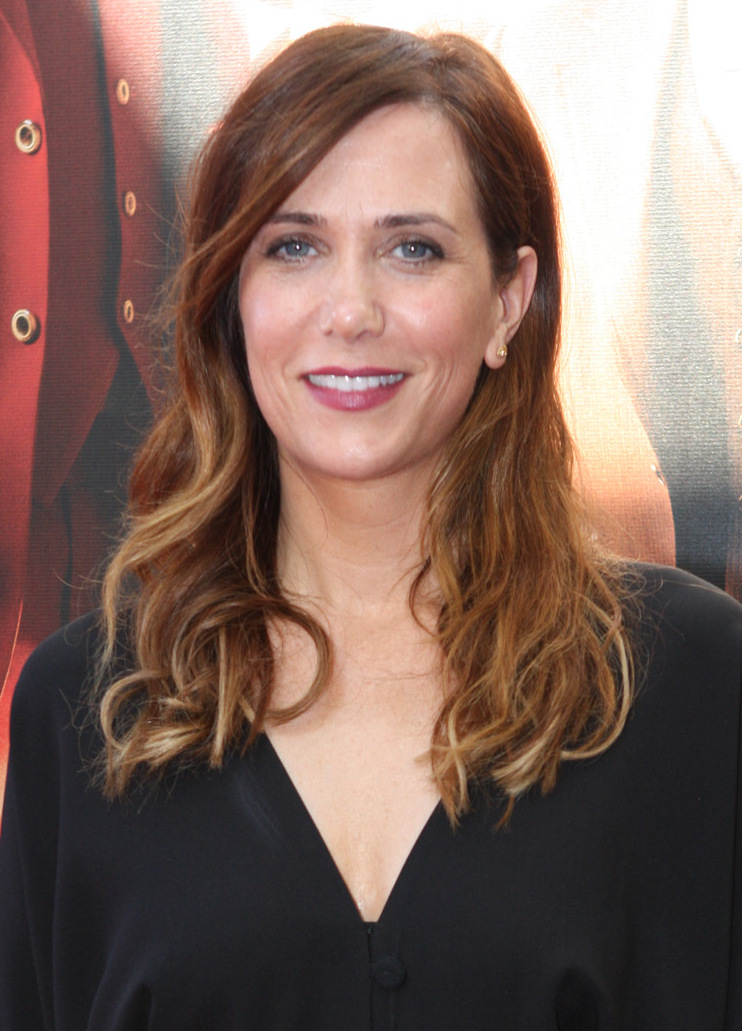
Kristen Wiig, nữ diễn viên, nhà sản xuất phim